# Richard Faber (Soziologe)
Richard Faber (* 6. Juni 1943 in Ludwigshafen am Rhein) ist ein deutscher Literatur-, Religions- und Kultursoziologe.

## Akademischer Werdegang
Faber studierte Germanistik, Geschichte, Politologie, Philosophie, Religionswissenschaft und Soziologie und wurde 1973 in Philosophie promoviert. Seit seiner Habilitation mit einer Arbeit zur Kritik der Konservativen Revolution im Jahr 1977 ist er Privatdozent für Soziologie (insbesondere Soziologie der Literatur) an der Freien Universität Berlin, seit 2006 Honorarprofessor.
Themen seiner Forschungen und zahlreichen Veröffentlichungen sind die Abendländische Bewegung, der Humanismus, die Politische Theologie, Katholizismus, Protestantismus und Judentum, Atheismus, Nationalsozialismus und Faschismus sowie die 68er Kulturrevolution.
Seit 2017 ist Richard Faber Mitherausgeber des Jahrbuchs für Frühromantik „Blütenstaub“.

## Schriften

### Monographien
- In Nähe und Ferne zu Berlin-Potsdam. Soziokulturelles und Wissenschaftshistorisches aus Anlass von Klaus Heinrichs Auseinandersetzung mit der NS-Kunstreligion: "Karl Friedrich Schinkel und Albert Speer". Königshausen und Neumann, Würzburg 2023.
- ad Jacob Taubes. Historischer und politischer Theologe, moderner Gnostiker. Europäische Verlagsanstalt, Hamburg 2022.
- Abendland. Ein politischer Kampfbegriff. 3. Auflage, CEP Europäische Verlagsanstalt GmbH, Hamburg 2020.
- Hopfen und Pfalz, Gott erhalts. Historische Reflexionen und persönliche Erinnerungen aus Anlass europaweiter Reregionalisierung und Renationalisierung. Eine doppelstündige Vorlesung in dreizehn Kapiteln. Zusammen mit einem Beitrag zur Kulturgeographie der Ernst Blochschen Spuren. Königshausen & Neumann, Würzburg 2019.
- Von Brecht, Hauff und Koeppen über Melville, Ovid und Vergil bis zu Benjamin, Krauss und Minder. Ausgewählte Beiträge zur Literaturwissenschaft und Literaturwissenschaftsgeschichte. 1982–2014. Königshausen & Neumann, Würzburg 2018.
- A propos. Kulturwissenschaftliche Miszellen von und für Richard Faber. Hg. von Christine Holste und Barbara von Reibnitz, Königshausen & Neumann, Würzburg 2013.
- „...der hebe den ersten Stein auf sie.“ Humanität, Politik und Religion bei Theodor Fontane. Königshausen & Neumann, Würzburg 2012.
- Eine literarische Intellektuellentypologie. Thomas Manns Beitrag zu Geschichte und Theorie des (Anti-)Humanismus. Königshausen & Neumann, Würzburg 2011.
- Deutschbewusstes Judentum und jüdischbewusstes Deutschtum. Der Historische und Politische Theologe Hans-Joachim Schoeps. Königshausen & Neumann, Würzburg 2008.
- Politische Dämonologie. Über modernen Marcionismus. Königshausen & Neumann, Würzburg 2007.
- Avancierte Ästhetin und politische Moralistin. Die universelle Intellektuelle Susan Sontag. Königshausen & Neumann, Würzburg 2006.
- „Wir sind Eines“. Über politisch-religiöse Ganzheitsvorstellungen europäischer Faschismen. Königshausen & Neumann, Würzburg 2005.
- „Sagen lassen sich die Menschen nichts, aber erzählen lassen sie sich alles.“ Über Grimm-Hebelsche Erzählung, Moral und Utopie in Benjaminscher Perspektive. Königshausen & Neumann, Würzburg 2002.
- Lateinischer Faschismus. Über Carl Schmitt den Römer und Katholiken. Philo Verlag, Berlin/Wien 2001. (Rezension)
- Das ewige Rom oder: die Stadt und der Erdkreis. Zur Archäologie „abendländischer“ Globalisierung. Königshausen & Neumann, Würzburg 2000.
- Der Tasso-Mythos. Eine Goethe-Kritik. Königshausen & Neumann, Würzburg 1999.
- Erinnern und Darstellen des Unauslöschlichen. Über Jorge Semprúns KZ-Literatur. Berlin 1995.
- Männerrunde mit Gräfin. Die „Kosmiker“ Derleth, George, Klages, Schuler, Wolfskehl und Franziska zu Reventlow. Frankfurt am Main 1994.
- Franziska zu Reventlow und die Schwabinger Gegenkultur. Böhlau, Köln / Weimar / Wien 1993 (Europäische Kulturstudien, 3)
- Erbschaft jener Zeit. Zu Ernst Bloch und Hermann Broch. Königshausen & Neumann, Würzburg 1989.
- Der Prometheus-Komplex. Zur Kritik der Politotheologie Eric Voegelins und Hans Blumenbergs. Königshausen & Neumann, Würzburg 1984.
- Roma aeterna. Zur Kritik der „Konservativen Revolution“. Königshausen & Neumann, Würzburg 1981.
- Abendland. Ein „politischer Kampfbegriff“. Gerstenberg, Hildesheim 1979. (leicht gekürzte und aktualisierte Neuauflage: Philo-Verlag, Berlin/Wien 2002) (Kulturwissenschaftliche Studien, Bd. 10)
- Der Collage-Essay. Eine wissenschaftliche Darstellungsform. Hommage à Walter Benjamin. Hildesheim 1979. (2., nahezu unveränderte Auflage. Frankfurt am Main 2005)
- Politische Idyllik. Zur sozialen Mythologie Arkadiens. Klett, Stuttgart 1977. (Literaturwissenschaft – Gesellschaftswissenschaft, 26)
- Die Verkündung Vergils: Reich – Kirche – Staat. Zur Kritik der „Politischen Theologie“. Olms, Hildesheim 1975. (Altertumswissenschaftliche Texte und Studien, 4)
- Novalis: Die Phantasie an die Macht. Stuttgart 1970.

### Herausgeberschaften
- (mit Horst Junginger): Belletristische Regionskritik I. Von Pessoa und Brecht über Sciascia und Jandl bis zu Carrère und Houellebecq. Religionskritik in Geschichte und Gegenwart, Band 5/II Königshausen & Neumann, Würzburg 2024
- (mit Horst Junginger): Belletristische Regionskritik I. Von Euripides und Aristophanes über Goethe ud Heine bis zu Wollf und Blixen. Religionskritik in Geschichte und Gegenwart, Band 5/I Königshausen & Neumann, Würzburg 2024
- (mit Horst Junginger): Marxistische Religionskritik. Von den Junghegelianern über Marx und Engels bis zu Lukács, Bloch und Gramsci. Religionskritik in Geschichte und Gegenwart, Band 4 Königshausen & Neumann, Würzburg 2023.
- (mit Horst Junginger): Religions- und kulturhistorische Religionskritik. Vom europäischen Christentum über arabischen Islam und chinesischen Konfuzianismus bis zu weltweitem Buddhismus. Religionskritik in Geschichte und Gegenwart, Band 3 Königshausen & Neumann, Würzburg 2022
- (mit Horst Junginger): Politologische und soziologische Religionskritik. Von Hobbes und Schmitt über Max Weber bis zu Adorno und Horkheimer. Religionskritik in Geschichte und Gegenwart, Band 2 Königshausen & Neumann, Würzburg 2021
- (mit Horst Junginger): Philosophische Religionskritik Von Cicero und Hume über Kant und Feuerbach bis zu Levinas und Habermas Religionskritik in Geschichte und Gegenwart, Band 1 Königshausen & Neumann, Würzburg 2021
- (mit Claude D. Conter): Bernhard Groethuysen. Deutsch-französischer Intellektueller, Philosoph und Religionssoziologe Königshausen & Neumann, Würzburg 2021
- (mit Christine Holste): Vom jüdischen Bilderverbot zur Gründung israelischer Kunstgeschichte. Zu Leben und Werk von Moshe Barasch. Königshausen & Neumann, Würzburg 2019
- (mit Christine Holste): Alfred von Martin. Die Krisis des bürgerlichen Menschen. Springer VS, Wiesbaden 2019
- (mit Olaf Briese): Heimatland – Vaterland – Abendland: Über alte und neue Populismen. Königshausen & Neumann, Würzburg 2018
- (mit Uwe Puschner): Luther: zeitgenössisch, historisch, kontrovers. Peter Lang, Pieterlen 2017
- (mit Almut-Barbara Renger): Religion und Literatur: Divergenzen und Konvergenzen. Königshausen & Neumann, Würzburg 2017
- (mit Roland Berbig, H. Christof Müller-Busch): Krankheit, Sterben und Tod im Leben europäischer Schriftsteller: Band 1: Das 18. und 19. Jahrhundert. Königshausen & Neumann, Würzburg 2017
- (mit Roland Berbig, H. Christof Müller-Busch): Krankheit, Sterben und Tod im Leben europäischer Schriftsteller: Band 2: Das 20. und 21. Jahrhundert. Königshausen & Neumann, Würzburg 2017
- (mit Christine Holste): Alfred von Martin: Soziologie der Renaissance. Springer, Wiesbaden 2016
- (mit Hanna Delf von Wolzogen): Theodor Fontane: Dichter und Romancier. Seine Rezeption im 20. und 21. Jahrhundert. Königshausen & Neumann, Würzburg 2015
- (mit Achim Lichtenberger): Ein pluriverses Universum. Zivilisation und Religion im antiken Mittelmeerraum. Wilhelm Fink, Ferdinand Schöningh, Paderborn 2015
- (mit Olaf Briese, Madleen  Podewski): Aktualität des Apokalyptischen. Königshausen & Neumann, Würzburg 2015
- (mit Hanna Delf von Wolzogen, Helmut Peitsch): Theodor Fontane. Berlin, Brandenburg, Preußen, Deutschland, Europa und die Welt. Königshausen & Neumann, Würzburg 2014
- (mit Bolko Pfau): Fritz Hartmann, Ärztliche Anthropologie und Humanität. Gesammelte Aufsätze. Königshausen & Neumann, Würzburg 2014
- (mit Ina Ulrike Paul): Der Historische Roman zwischen Kunst, Ideologie und Wissenschaft. Königshausen & Neumann, Würzburg 2013
- Totale Erziehung in europäischer und amerikanischer Literatur. Lang Verlag, Frankfurt/M. 2013
- Totale Institutionen? Kadettenanstalten, Klosterschulen und Landerziehungsheime in Schöner Literatur. Königshausen & Neumann, Würzburg 2013
- (mit Perdita Ladwig): Gesellschaft und Humanität. Der Kultursoziologie Alfred von Martin (1882-1979). Königshausen & Neumann, Würzburg 2013.
- (mit Uwe Puschner): Preußische Katholiken und katholische Preußen im 20. Jahrhundert, Königshausen & Neumann, Würzburg 2011. ISBN 978-3-8260-4587-5.
- (mit Michael N. Ebertz): Engel unter uns. Soziologische und theologische Miniaturen. Königshausen & Neumann, Würzburg 2008, ISBN 978-3-8260-3850-1.
- (mit Frithjof Hager): Rückkehr der Religion oder säkulare Kultur? Königshausen & Neumann, Würzburg 2008.
- Das Feld der Frankfurter Kultur- und Sozialwissenschaften nach 1945. Königshausen & Neumann, Würzburg 2008.
- Die Phantasie an die Macht? 1968 – Versuch einer Bilanz. EVA Europäische Verlagsanstalt, Hamburg 2008.
- Populismus in Geschichte und Gegenwart. Königshausen & Neumann, Würzburg 2008.
- Das Feld der Frankfurter Kultur- und Sozialwissenschaften vor 1945. Königshausen & Neumann, Würzburg 2007.
- (mit Susanne Lanwerd): Atheismus: Ideologie, Philosophie oder Mentalität? Königshausen & Neumann, Würzburg 2006, ISBN 3-8260-2895-3.
- Katholizismus in Geschichte und Gegenwart. Königshausen & Neumann, Würzburg 2005.
- Zwischen Affirmation und Machtkritik. Zur Geschichte des Protestantismus und protestantischer Mentalitäten. Theologischer Verlag, Zürich 2005.
- Offener Humanismus zwischen den Fronten des Kalten Krieges. Über den Universalhistoriker, politischen Publizisten und religiösen Essayisten Friedrich Heer. Mit persönlichen Erinnerungen von Carl Amery und Reinhold Knoll. Königshausen & Neumann, Würzburg 2005
- Imperialismus in Geschichte und Gegenwart. Königshausen & Neumann, Würzburg 2005.
- Lebendige Tradition und antizipierte Moderne. Über Johann Peter Hebel. Königshausen & Neumann, Würzburg 2004.
- Der Protestantismus – Ideologie, Konfession oder Kultur? Königshausen & Neumann, Würzburg 2003.
- Streit um den Humanismus. Königshausen & Neumann, Würzburg 2003.
- (mit Barbara von Reibnitz): Hubert Cancik, Verse und Sachen. Kulturwissenschaftliche Interpretationen römischer Dichtung. Königshausen & Neumann, Würzburg 2003, ISBN 3-8260-2467-2.
- Humanismus in Geschichte und Gegenwart. Mohr Siebeck, Tübingen 2002.
- Abendländische Eschatologie. Ad Jacob Taubes. Königshausen & Neumann, Würzburg 2001.
- Säkularisierung und Resakralisierung. Zur Geschichte des Kirchenlieds und seiner Rezeption. Königshausen & Neumann, Würzburg 2001.
- Liberalismus in Geschichte und Gegenwart. Königshausen & Neumann, Würzburg 2000.
- (mit Volkhard Krech): Kunst und Religion. Studien zur Kultursoziologie und Kulturgeschichte. Königshausen & Neumann, Würzburg 1999
- (mit Christine Holste): Kreise, Gruppen, Bünde. Zur Soziologie moderner Intellektuellenassoziation. Königshausen & Neumann, Würzburg 2000, ISBN 3-8260-1747-1.
- (mit Barbara Naumann): Literarische Philosophie – Philosophische Literatur. Würzburg: Königshausen und Neumann, 1999.
- Hubert Cancik: Antik – modern. Beiträge zur römischen und deutschen Kulturgeschichte. Metzler, Stuttgart u. a. 1998, ISBN 3-476-01572-6.
- (mit Susanne Lanwerd): Kybele – Prophetin – Hexe. Religiöse Frauenbilder und Weiblichkeitskonzeptionen. Königshausen & Neumann, Würzburg 1997, ISBN 978-3-8260-1350-8.
- Politische Religion – religiöse Politik. (Hubert Cancik zum 60. Geburtstag). Königshausen & Neumann, Würzburg 1997.
- (mit Bernd Seidensticker): Worte, Bilder, Töne. Studien zur Antike und Antikerezeption. Königshausen & Neumann, Würzburg 1996, ISBN 3-8260-1179-1. (Festschrift für Bernhard Kytzler). Google Bücher
- (mit Barbara Naumann): Literatur der Grenze – Theorie der Grenze. Würzburg: Königshausen und Neumann, 1995.
- (mit Bernhard Kytzler): Antike heute. Königshausen & Neumann, Würzburg 1992.
- Konservatismus in Geschichte und Gegenwart. Königshausen & Neumann, Würzburg 1991.